# 액티브 스트레칭
액티브 스트레칭(Active Stretching)은 보조자의 도움이나 수동적인 힘으로 이완하는 스트레칭(패시브 스트레칭)이 아닌, 직접 자신이 힘을 사용해 진행하는 능동적인 스트레칭이다.

액티브 스트레칭(Active Stretching)이란?
독일의 전문 모빌리티 운동 장비를 활용해 자신의 힘을 이용한 스트레칭 동작으로 올바른 움직임을 위한 가동성 향상과 과도하게 사용된 근육 이완, 늘어난 주변 근육 및 코어를 강화시켜 망가진 자세로 인한 통증을 케어하고 움직임을 회복하는 운동이다.
신체부위별로 특화된 10가지 기구를 이용해 개개인의 통증과 이슈에 따라 순서대로 진행하는 맞춤형 프로그램으로 상황에 따라 레슨 또는 혼자서도 꾸준히 지속할 수 있는 프로그램이다. 
대표적인 효과로는 근막트레이닝을 통한 목어깨, 허리 통증해소, 자세교정 및 체력향상, 관절가동성 향상 및 코어근육 강화, 만성피로 개선 및 스트레스 감소 등이 있다. 

액티브 스트레칭은 운동을 처음 시작하는 사람부터, 운동 효과를 극대화하고 싶은 사람까지 누구나 쉽게 할 수 있는 운동이다. 
- 스트레칭과 운동을 동시에 할 수 있어 시간 절약이 가능하다.
- 전문 기구를 사용하여 안전하고 효과적으로 운동을 할 수 있다.
- 개인의 체력과 운동 목표에 맞게 프로그램을 선택할 수 있다.

액티브 스트레칭(Active Stretching)을 위한 전문 모빌리티 장비는 독일 GYMwood 기업에서 제조하고 있으며, 독일 내 Physio-Therapy 인증을 취득했다. 해당 장비를 활용한 액티브스트레칭 프로그램은 웰니스 스타트업인 주식회사 온리엘의 브랜드 모브플렉스에서 2024년 2월 국내 최초 런칭을 하였다.

## 같이 보기
- 스트레칭